# Křesťanská mírová konference
Křesťanská mírová konference (KMK) byla mezinárodní křesťanská organizace, která měla umožňovat dialog křesťanských teologů v Evropě rozdělené studenou válkou a umožnit jim vyjádřit se teologicko-morálně ke hrozícímu konfliktu mezi jadernými velmocemi a postupně i k dalším aktuálním problémům. Založena byla v roce 1958 v Praze a jejím prvním předsedou byl významný český protestantský teolog Josef Lukl Hromádka. Její vznik byl ze strany Západu od počátku problematizován s poukazem na její údajnou službu komunistickým zájmům. Jakákoli finanční podpora ze strany nějakého socialistického státu, byla okamžitě považována za potvrzení nelegitimity této organizace.
Křesťanská mírová konference (KMK) / Christliche Friedenskonferenz (CFK) / Christian Peace Conference (CPC) / Christelijke Vredesconferentie (CVC) / Conférence Chrétienne pour La Paix byla jednou z mnoha křesťanských mírových organizací. Každá z nich byla jinak orientována ať již ideově či prakticky. Křesťanská mírová konference sdružovala především teology a představitele církví a její činnost směřovala ke společným prohlášením k vážným společenským problémům na základě teologické reflexe.

## Centrální mezinárodní konference
Konference pořádala následující setkání:
- 1. Křesťanská mírová konference (Praha), 1. – 4. června 1958. Přes 40 účastníků z 8 zemí. Motto: „Aufgabe und Zeugnis“ – „Task and Witness“.
- 2. Křesťanská mírová konference (Praha), 16. – 19. dubna 1959. Přes 90 účastníků z 16 zemí. Motto: „Elige vitam“ (Wähle das Leben).
- 3. Křesťanská mírová konference (Praha), 6. – 9. září 1960. Přes 200 účastníků z 26 zemí. Motto: „Einzige Zukunft“ – „The Only Future“.
- I. Všekřesťanské mírové shromáždění (Praha), 13. – 18. června 1961. Přes 600 účastníků ze 42 zemí. Motto: „… und Friede auf Erden“ – „... and on Earth Peace“.
- II. Všekřesťanské mírové shromáždění (Praha), 28. června – 3. července 1964. Přes 900 účastníků z 50 zemí. Motto: „Mein Bund ist Leben und Frieden“ – „My Covenant is Life and Peace“.
- III. Všekřesťanské mírové shromáždění (Praha), 31. března – 5. dubna 1968. Přes 600 účastníků a pozorovatelů z 55 zemí. Motto: „Suche den Frieden und jage ihm nach, rettet die Menschen, denn Friede ist möglich“ – „Seek Peace and Pursue It, Save Man - Peace is Possible“.
- IV. Všekřesťanské mírové shromáždění (Praha), 30. září – 3. října 1971. Přes 250 účastníků, ze 48 zemí. Motto: „Unsere gemeinsame Verantwortung für eine bessere Welt“ – „Our Common Responsibility for a Better World“.
- V. Všekřesťanské mírové shromáždění (Praha), 22. – 27. června 1978. 606 účastníků z 34 zemí. Motto: „Gottes Ruf zur Solidarität. Christen für Frieden, Gerechtigkeit und Befreiung“ – „Gods Call to Solidarity - Christians for Peace, Justice and Liberation“.
- VI. Všekřesťanské mírové shromáždění (Praha), 2. – 9. července 1985. 367 účastníků ze 79 zemí. Motto: „Christen im Widerstand gegen die Mächte des Todes – auf dem Wege zu Frieden und Gerechtigkeit für alle.“